# Syamadas Mukhopadhyaya
Syamadas Mukhopadhyaya ⓘ (* 22. Juni 1866 in Haripal; † 8. Mai 1937 in Kalkutta) war ein indischer Mathematiker, der 1909 als erster den Vierscheitelsatz bewies.

## Lebenslauf
Syamadas Mukhopadhyaya wurde in Haripal, Hooghly Distrikt in Westbengalen, Indien, geboren. Er graduierte am Hooghly College, machte seinen M.A. am Presidency College in Kalkutta und bekam 1910 seinen Doktortitel von der Calcutta University. Er arbeitete am Bangabasi College und später am Bethune College in Kalkutta als Dozent für Mathematik, Englische Literatur und Philosophie. 1932 wurde er zum Präsidenten der Calcutta Mathematical Society gewählt, was er bis zu seinem Tod an Herzversagen 1937 blieb.